# Infantele Antonio, Duce de Galliera
Antonio Maria Luis Felipe Juan Florencio de Orléans y Borbon (n. 23 februarie 1866, Sevilla, Andaluzia, Spania – d. 24 decembrie 1930, Paris, Franța) a fost infante al Spaniei și al 4-lea Duce de Galliera. A fost membru al familiei regale spaniole și nepot al regelui Ludovic Filip al Franței.